# Aborto en Guyana
El aborto en Guyana es un asunto complejo. Durante la mayor parte del siglo XX, oficialmente fue ilegal pero casi nunca se hicieron valer las leyes. En 1995, entró en vigor legislación que hizo el aborto legal si sea realizado por un médico licenciado durante las primeras ocho semanas del embarazo, con el consentimiento de la mujer embarazada.
Entre las ocho y doce semanas desde la concepción, el aborto es legal solo si el parto próximo resulte en riesgos a la salud de la mujer o el feto, o si el embarazo ocurra a pesar del uso de anticonceptivos. Entre las doce y 16 semanas, se puede realizar legalmente un aborto, pero solo si la salud de la mujer o el feto esté en peligro. Después de las 16 semanas, solo es posible realizar un aborto en el caso de circunstancias serias relacionadas con la salud.
En 2006, el gobierno de Guyana en teoría dejó que los hospitales públicos realicen abortos. En realidad, los hospitales públicos solo completan abortos que ya habían sido iniciados por mujeres embarazadas. Comenzó a hacerlo en 2008.
El gobierno de Guyana sigue buscando maneras para reducir el número de abortos en el país.